# Centralmagterne
Centralmagterne er de stater, som udgjorde den alliance, der var den ene hovedaktør under 1. verdenskrig. Den omfattede Tyskland, Østrig-Ungarn, det Osmanniske Rige (Tyrkiet) og Bulgarien. Italien var oprindeligt allieret med Tyskland og Østrig-Ungarn, men holdt sig neutral ved krigsudbruddet og sluttede sig til centralmagternes modstandere, ententemagterne, i 1915.
| Flag            | Navn                 | Overgav sig d.     |
| --------------- | -------------------- | ------------------ |
| Bulgarien       | Bulgarien            | 29. september 1918 |
| Osmanniske Rige | Osmanniske Rige      | 30. oktober 1918   |
|                 | Østrig-Ungarn        | 4. november 1918   |
|                 | Det tyske kejserrige | 11. november 1918  |

## Ledere
Østrig-Ungarn
- Franz Josef I – Østrig-Ungarns kejser (til 1916)
- Karl I – Østrig-Ungarns kejser (fra 1916 til 1918)
- Franz Graf Conrad von Hötzendorf – Chef for den Østrig-Ungarske generalstab
- Arthur Arz von Straussenburg – Chef for den Østrig-Ungarske generalstab
- Anton Haus – Øverstkommanderende for den Østrig-Ungarske flåde
- Maximilian Njegovan – Øverstkommanderende for den Østrig-Ungarske flåde

Det tyske kejserrige
- Wilhelm II – Tyske kejser
- Erich von Falkenhayn – Chef for den tyske generalstab
- Paul von Hindenburg – Chef for den tyske generalstab
- Reinhard Scheer – Befalende for den Kaiserliche Marine Hochseeflotte (Den tyske kejserlige marines højsøflåde)
- Erich Ludendorff – Underchef for den tyske hærs generalstab
- Wilhelm Souchon – Tysk flåderådgiver for det Osmanniske Rige
- Otto Liman von Sanders – Tysk hærrådgiver til det Osmanniske Rige

Osmanniske Rige
- Mehmed V – Osmanniske riges sultan
- İsmail Enver – Øverstkommanderende for den osmanniske hær
- Mustafa Kemal Atatürk – Leder for den 2. armé

Bulgarien
- Ferdinand I – Bulgariens zar
- Nikola Zhekov – Øverstkommanderende for den bulgarske hær
- Vladimir Vazov – Bulgarsk generalløjtnant